# Elias Cairel

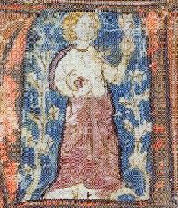
Elias Cairel in einer mittelalterlichen Handschrift.

Elias Cairel, auch Cayrel genannt, war ein Trobador zu Beginn des 13. Jahrhunderts.
Er stammte aus Sarlat im Périgord, fand aber in dem piemontesischen Markgrafen Bonifatius von Montferrat einen Gönner. Diesen begleitete Cairel ab 1202 auf den vierten Kreuzzug und blieb über den Tod des Markgrafen 1207 hinaus noch einige Jahre in Griechenland. Anschließend zog er an den Hof des Königs Alfons IX. von León und war vermutlich bei der Schlacht bei Las Navas de Tolosa (1212) präsent. Später zog er in die Lombardei, wo er um 1222/24 letztmals genannt wird.
Über Elias Cairel ist eine mittelalterliche vida überliefert, nach der er ursprünglich ein Gold-, Silber- und Waffenschmied war, bevor er ein Leben als fahrender Sänger aufnahm. Von Cairel selbst sind zehn cansons, ein sirventes (für den Markgrafen von Montferrat), ein descort und ein tenso (den er mit einer Trobairitz namens Ysabella führte) erhalten.